# Nesolagus timminsi
Il coniglio striato annamita (Nesolagus timminsi Averianov, Abramov & Tikhonov, 2000 è un mammifero lagomorfo della famiglia dei Leporidi, scoperto solo recentemente.

## Distribuzione
Questa specie di coniglio è endemica delle foreste della catena montuosa annamita, al confine tra Laos e Vietnam.

## Descrizione

### Dimensioni
Misura poco meno di mezzo metro di lunghezza, per un peso che si aggira attorno ai 300 g.

### Aspetto
La costituzione del corpo è tozza, e molto simile a quella del comune coniglio, con grandi occhi ed orecchie e coda piccoli.
Il pelo è grigio su fianchi e guance, mentre presenta sfumature bruno-rossicce su dorso, fronte e quarto posteriore, in particolare su quest'ultima parte il colore vira decisamente verso il rosso porpora: caratteristica di questo animale è quella di possedere da tre a cinque striature longitudinali nere su dorso e testa. Una striscia nera taglia trasversalmente il collo, mentre un'altra obliqua va dal quarto posteriore all'inguine. Il ventre è biancastro, mentre tutti i peli presentano una leggera brizzolatura nera.

## Biologia
Poco o niente si sa di questo animale, scoperto solo fortuitamente nel 2000 grazie all'osservazione di alcuni esemplari in vendita in un mercato laotiano: in seguito, la specie è stata fotografata con l'utilizzo di apposite trappole fotografiche.

Si ritiene che non differisca di molto in termini di stile di vita dal congenere e piuttosto simile coniglio striato di Sumatra (Nesolagus netscheri), dal quale (in base a quanto osservato dai risultati di analisi del DNA) ha cominciato a separarsi geneticamente circa otto milioni di anni fa.